# Domat/Ems
Domat/Ems (Domat  è il toponimo in romancio, Ems quello in tedesco, unico ufficiale fino al 1943; in italiano Damede, desueto) è un comune svizzero di 8 132 abitanti del Canton Grigioni, nella regione Imboden della quale è il capoluogo.

## Storia
Da Domat/Ems, in epoca romana, passava la via Spluga, strada romana che metteva in comunicazione Milano con Lindau passando dal passo dello Spluga.

## Monumenti e luoghi d'interesse

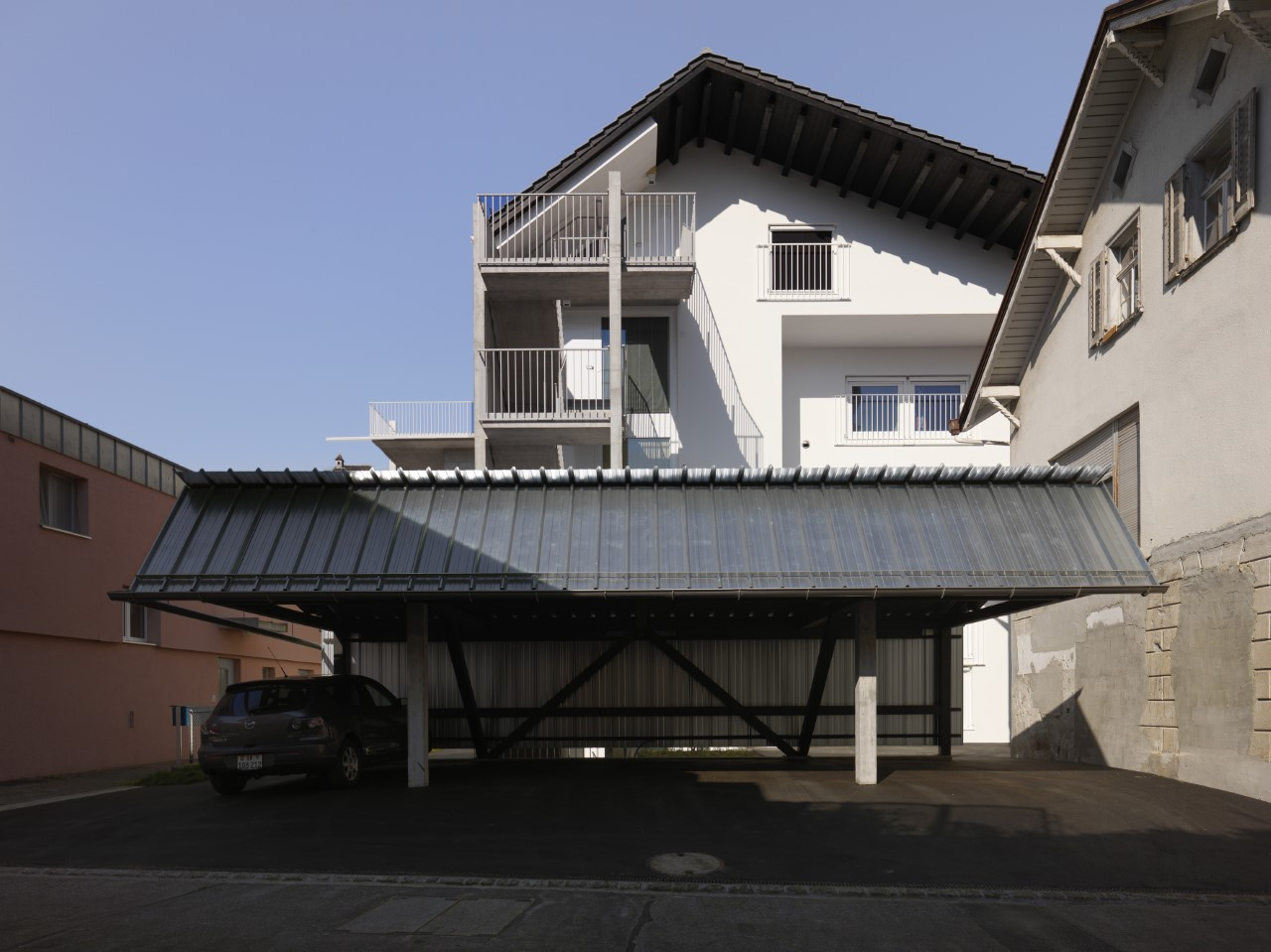
Casa ad appartamenti fravi

- Chiesa parrocchiale cattolica dell'Assunzione, eretta nel 1739 [1];
- Chiesa cattolica di San Pietro, eretta nel VII-VIII secolo e ricostruita nell'800 circa[1];
- Chiesa cattolica di San Giovanni Battista, eretta nel XII secolo e ricostruita nel XVI secolo[1];
- Chiesa riformata;
- Casa ad appartamenti di Raphael Zuber (2005–2016)[senza fonte].

## Società

### Evoluzione demografica
L'evoluzione demografica è riportata nella seguente tabella:
Abitanti censiti

### Lingue e dialetti
Nel 1921 la popolazione che parlava romancio era l'83%, nel 2000 la percentuale era scesa al 12%; la lingua più utilizzata è il tedesco.

## Infrastrutture e trasporti

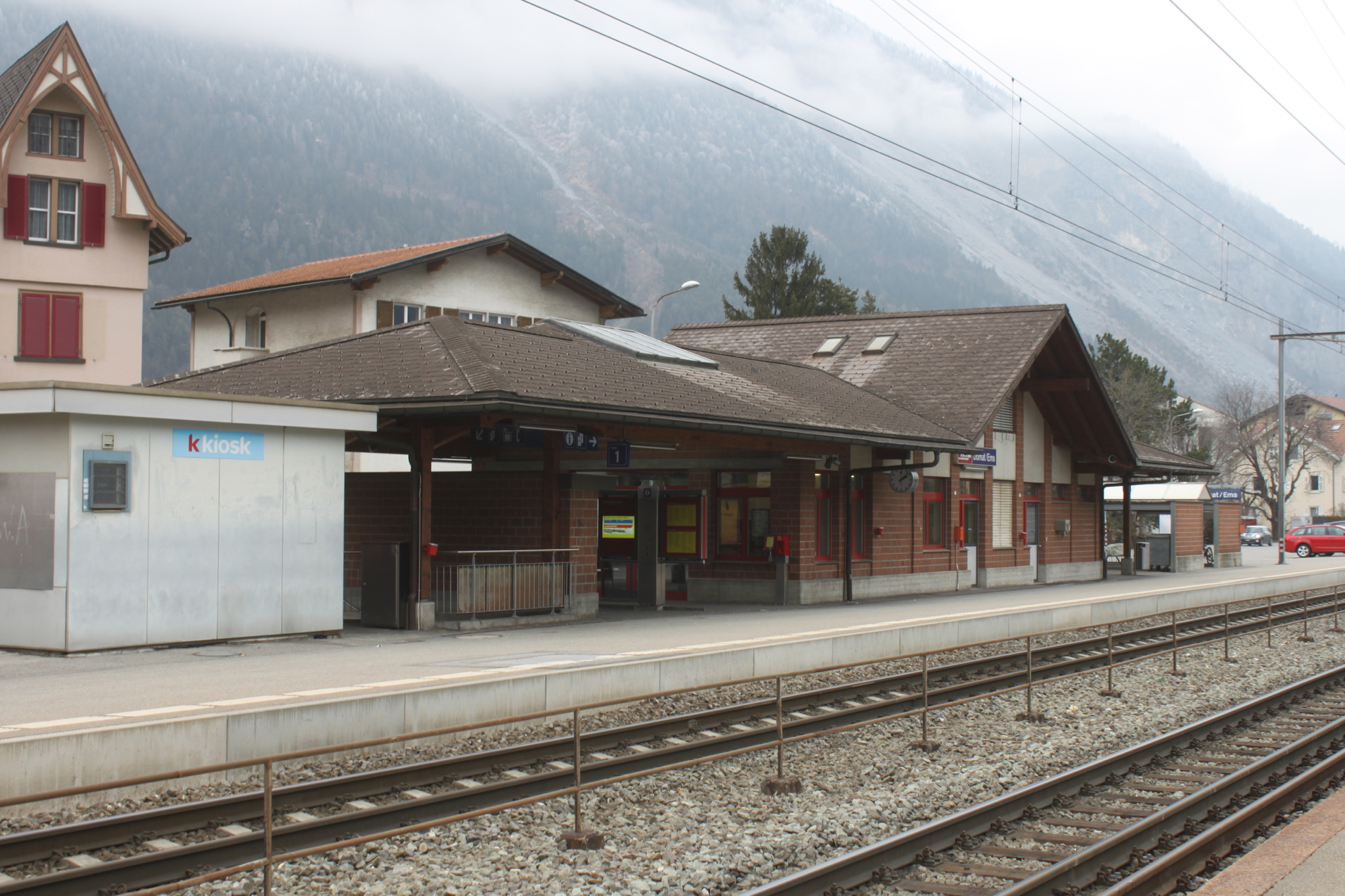
La stazione di Domat/Ems

Domat/Ems è servito dalle stazioni ferroviarie di Domat/Ems e di Ems Werk della ferrovia Landquart-Coira-Thusis.

## Amministrazione
Ogni famiglia originaria del luogo fa parte del comune patriziale e ha la responsabilità della manutenzione di ogni bene ricadente all'interno dei confini del comune; comune politico e comune patriziale sono separati dal 1942.